# Code Lyoko: La ciudad sin nombre
Code Lyoko: La ciudad sin nombre es el segundo libro de la saga Code Lyoko, escrito por Jeremy Belpois. Su lengua original es en italiano. Salió el 2 de junio del 2010 en España.

## Historia
Grigory Nictapoulus es un agente del Green Phoenix, un grupo terrorista que quiere hacerse con el control del superordenador. Una fría noche de invierno, acompañado por sus dos rottweillers, Grigory llega a la ciudad de la torre del hierro e instala en un siniestro apartamento instrumento de una altísima tecnología. Comienza a espiar a Aelita y a sus amigos y ataca al padre de Odd y a los padres de Yumi con un extrañísimo aparato que extrae la memoria y la almacena en una tarjeta de memoria. Mientras tanto, Jeremy decide investigar sobre Franz Hopper preguntándole a la señora Hertz, la profesora de ciencias que, hacía 10 años, había sido ayudante de Hopper. Cuando lo hace, Hertz se queda extrañada y molesta, echando a Jeremy al pasillo. Tras esta visita decide llamar al director y le manda custodiar el expediente de Waldo Schaeffer bajo llave. Jeremy escucha la llamada y consigue el expediente con ayuda de Ulrich y Sissi. Al observarlo, descubre unos códigos que, en un principio, había inventando el profesor Hopper para crear Lyoko (llamados Hoppix), y una dirección. Yumi y Ulrich se dirigen a esta dirección (la cual está en Bruselas) y descubren un apartamento en el cual hay una réplica del mundo virtual (que emula a Matrix). Dentro de la réplica encuentra un fantasma de Franz Hopper. Después de materializarse de nuevo en el apartamento comienza una persecución con los hombres de negro terminando a favor de los chicos. Por otra parte, Eva Skinner-XANA, esclaviza a Odd, introduciéndose (XANA) en su cuerpo.
Aelita encuentra en la habitación secreta de la Ermita OTRA habitación secreta, pero esta vez, había una columna-escáner y un terminal del superordenador. Era otra réplica, pero era una pista de Franz Hopper, partes de su vida, junto a Aelita y su madre, Anthea. Jeremie, inconscientemente, muestra a Eva la fábrica y el superordenador, y por fin XANA tiene el acceso a Lyoko y también a Grigory, que no los dejaba de espiar, donde está el material que tanto buscaba.
Esta historia ocurre en una línea temporal paralela, donde la vuelta al pasado no existe.

## Personajes nuevos
- Richard Dupuis: Antiguo compañero de clase de Aelita, antes de virtualizarse con su padre. Tiene 23 años y queda impactado tras ver a Aelita con 13 años (ya que ella durante 10 años no creció ni un solo día). La primera aparición de Richard es en la Ermita como intruso, que buscaba a Aelita. En su PDA salían unas frases y códigos Hoppix que Jeremie intenta investigar.
- Grigory Nictapoulus: Agente del Green Phoenix encargado de localizar el superordenador, tiene dos perros rottweillers, Hannibal y Escipión, adiestrados para el combate y son alimentados con carne cruda de animales vivos (hirieron de gravedad a Kiwi, el perro de Odd).
- Hannibal Mago: Jefe del Green Phoenix, es rico, no se conoce su rostro, utiliza un modulador de voz para hablar por teléfono.
- Dido: Jefa del distrito de los Hombres de Negro en Washington D. C., tiene contacto con la señora Hertz y controla a Lobo Solitario, tiene una secretaria llamada Maggie.
- Lobo Solitario: Líder de los hombres de negro que persiguen a Ulrich y a Yumi en Bélgica, sus dos compañeros Hurón y Comadreja son dos agentes algo torpes y dependientes de Lobo.